# Feiyr
Die Firma Feiyr ist ein im Dezember 2005 von Armin Wirth gegründeter Digital-Vertrieb für Independent-Labels.
Feiyr ist als Schnittstelle zwischen Rechteinhabern/Labels und den Betreibern digitaler Musikangebote (Download, Streaming) wie beispielsweise iTunes, Spotify, Amazon, Napster, eMusic, Vodafone und simfy tätig.

## Geschäftsmodell
Label-Lizenzgeber können Musikstücke über Feiyr weltweit in digitale Vertriebskanäle einstellen oder für Streamingdienste lizenzieren lassen. Feiyr selbst verdient auf Grundlage einer prozentualen Vertriebsprovision an der Vermittlungsleistung. Zum Leistungsumfang gehören die technische Aufbereitung der digitalen Inhalte, die Auslieferung an den Handel, Handelsmarketing sowie die Abrechnung von Verkaufserlösen an die Lizenzgeber. Das Portal zeigt seinen Künstlern und Labels in Echtzeit die Streaming-Aufrufe von Spotify.
Feiyr ist der einzige Independent-Musik-Vertrieb, der für die „Big Four Labels“ Universal Music Group, Sony BMG (Sony and BMG joint-venture), Warner Music Group und EMI Music an Independent Music Shops ausliefert. Feiyr hat im April 2011 über 1,2 Millionen Songs unter Vertrag und an Portale wie iTunes und Amazon ausgeliefert. Feiyr, das zur DANCE ALL DAY GmbH gehört, kaufte im Februar 2013 die vom MP3-Erfinder Karlheinz Brandenburg finanzierte Musik-Plattform DJTunes.com.
Newcomer wie die österreichische Rockgruppe „The Makemakes“ konnten über das Self-publishing bei Feiyr Charterfolge verbuchen. „The Makemakes“ schafften mit ihrer Single "The Lovercall" Platz 1 der Österreichischen Download Charts und wurde Vorgruppe für Bon Jovi und Christina Stürmer. Weitere bekannte Künstler von Feiyr sind Loona, Lumidee, Dame (Rapper), Chris Willis sowie Ian Carey.
Feiyr startete im Jahr 2012 den digitalen E-Book-Vertrieb für Buchverlage und Selbstverlage.

## Vertriebs-Labels von Feiyr (Auswahl)
- Warner Music[14]
- Sony Music
- Emi Music
- David Guetta[15][16]
- Ministry Of Sound
- Ariola[17]
- Jive Records
- Construction Records
- Capitol Records
- Star 69 records
- Computer Science[16]
- XL Recordings
- Attention Records
- Blanco y Negro Music
- Klubbstyle Records
- Sneakerz Muzik
- Licramon Records[18]
- Wolfy-Office[19]
- Macpherson Records

## Künstler bei Feiyr (Auswahl)
- Klaus Brüngel
- Ex Human
- Peter Rauhofer
- Loona
- Dada Life
- Grace Jones
- Ian Carey
- Corinna May
- Laidback Luke
- Dieter Nuhr
- Dr. Motte[16]
- Lützenkirchen
- Megaherz
- Robbie Rivera
- Peter Brown[20]
- Daisy Dee
- Eddie Amador
- Ginuwine
- Zandei

Quelle: